# Michael Aschbacher
Michael George Aschbacher (Little Rock, 8 de abril de 1944) é um matemático estadunidense.
É conhecido por seu trabalho sobre grupos finitos. Foi uma das personalidades de liderança na elaboração da classificação dos grupos finitos simples conduzida nas décadas de 1970 e 1980. Constatou-se posteriormente que a classificação era incompleta, porque o caso dos "Quasithin group" não foi finalizado. 

## Livros
- Finite group theory ISBN 0-521-78675-4
- Sporadic groups ISBN 0-521-42049-0
- 3-Transposition groups ISBN 0-521-57196-0
- The finite simple groups and their classification ISBN 0-300-02449-5
- Overgroups of Sylow subgroups in sporadic groups ISBN 0-8218-2344-2
- Aschbacher, Michael; Smith, Stephen D. (2004), The classification of quasithin groups. I Structure of Strongly Quasithin K-groups, ISBN 978-0-8218-3410-7, Mathematical Surveys and Monographs, 111, Providence, R.I.: American Mathematical Society, MR 2097623
- Aschbacher, Michael; Smith, Stephen D. (2004b), The classification of quasithin groups. II Main theorems: the classification of simple QTKE-groups., ISBN 978-0-8218-3411-4, Mathematical Surveys and Monographs, 112, Providence, R.I.: American Mathematical Society, MR 2097624
- Solomon, R. (2006), «Review of The classification of quasithin groups. I, II by Aschbacher and Smith», Bull. Amer. Math. Soc., 43: 115–121